# Грамофон

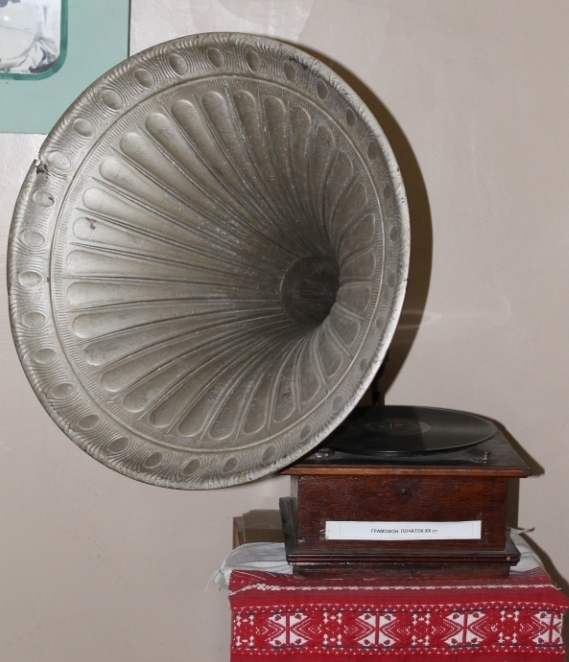
Грамофон початку XX ст. в краєзнавчому музеї в Ужгороді

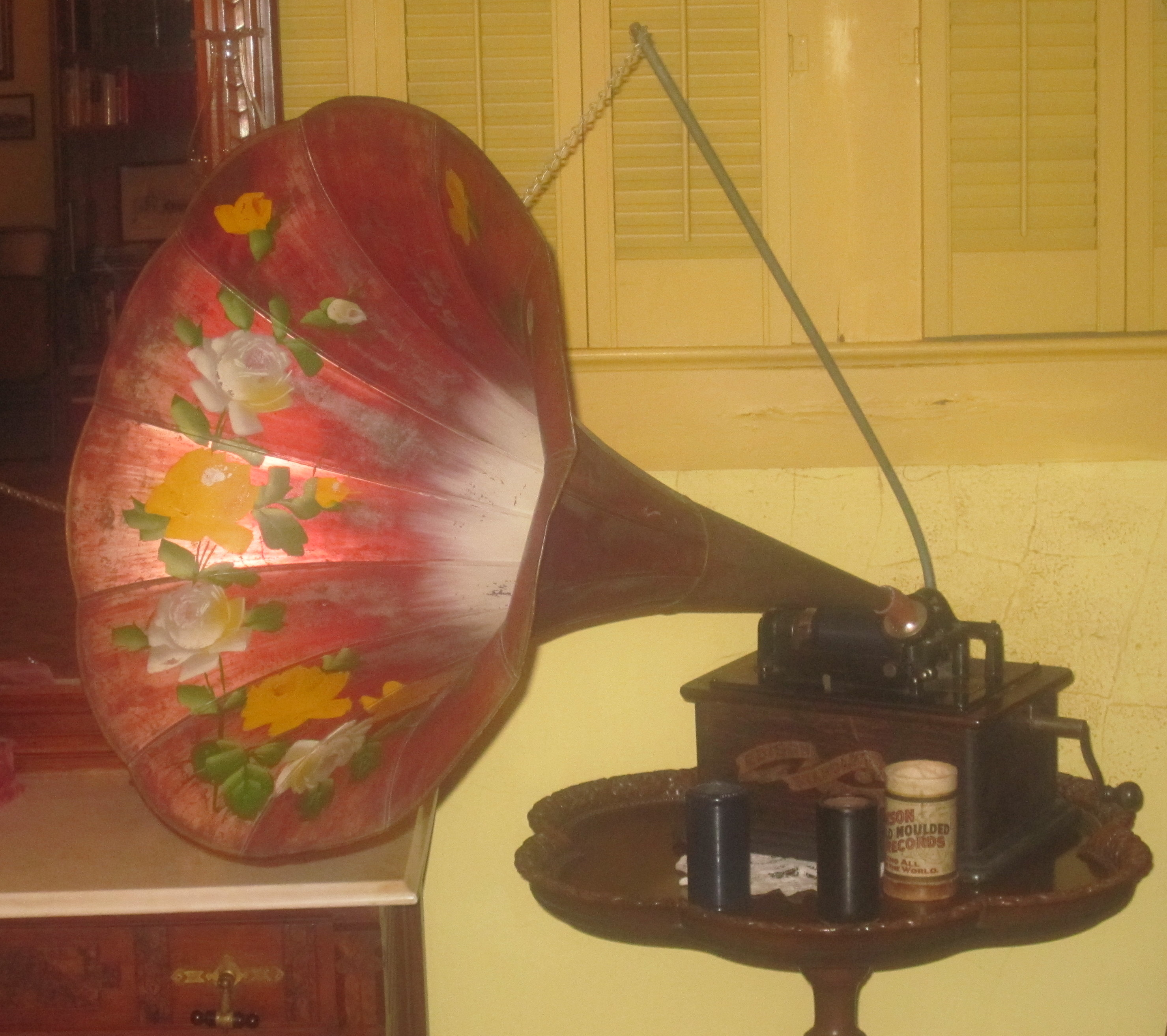
Ранній зразок фонографу з Історичного музею м. Херефорд, Техас.

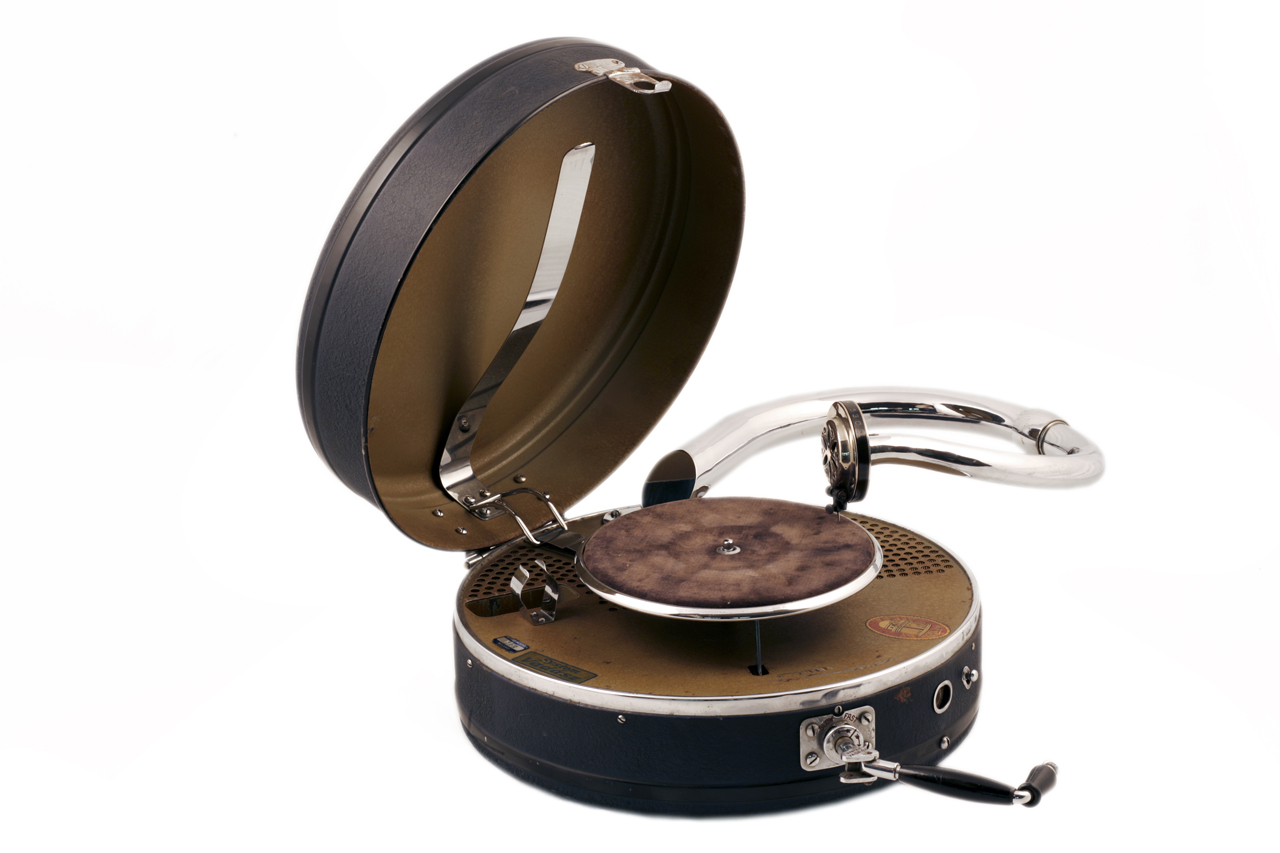
Портативний грамофон у компактному корпусі, розроблений Оскаром Шлеммером у 1928 році.

Грамофон (від грец. γραμμα — запис, φωνή — звук) — прилад, перша система запису і відтворення звуку з плоского диску — платівки, на відміну від фонавтографа, котрий записував на циліндрі. Це видозміна винайденого в 1877 році Едісоном фонографа, вперше зроблена Емілем Берлінером, який в тому ж році отримав патент на грамофон (26 вересня 1887). Для записування і відтворення звуків використовує ебонітові (каучукові) диски. Грамофонна голка, прикріплена до вібруючої мембрани, яка приймає звуки, наносить на диск відповідні спіральні риси та заглиблення. При обертанні диска за допомогою годинникового механізму голка рухається по спіральній канавці диска і викликає відповідні коливання вібруючої платівки: весь комплекс записаних звуків відтворюється з точністю. Патефонну платівку не можна використовувати на грамофоні, бо напрямок ходу патефонної голки йде від центру до краю платівки. Платівки, їх типи, тісно пов'язані зі звукознімальним приладом.
Грамофонна платівка програється у звичному нині напрямку — від краю платівки до її центру.